# Spiritus (taalkunde)
Een aspiratieteken of spiritus (Latijn: "ademtocht") is een diakritisch teken dat in geschreven Oudgrieks op klinkers (alfa, epsilon, èta, jota, omikron, upsilon, omega) en op de medeklinker rho geplaatst wordt om aspiratie aan te geven. In het Nederlands en veel andere westerse talen wordt de aspiratie met de letter <h> aangegeven.
Tot de vierde eeuw v.Chr. schreven de Grieken geen spiritus. De introductie ervan wordt toegeschreven aan de Alexandrijnse geleerde Aristophanes van Byzantium. Er zijn twee varianten van de spiritus:
- Spiritus asper ("harde ademtocht"), deze ziet eruit als een omgekeerde komma (῾) en geeft een geaspireerde klank aan. Deze geeft een duidelijke h-klank.
- Spiritus lenis ("zachte ademtocht"), deze ziet eruit als een komma (᾿) en geeft een niet-geaspireerde klank aan, dat wil zeggen de afwezigheid van een h-klank.

Spiritus komen in de regel alleen in het begin van een woord voor op een klinker. Af en toe komt de spiritus ook in het midden van het woord voor; dan is er sprake van crasis, een grammaticaal verschijnsel waarbij twee woorden aan elkaar zijn geschreven (bijvoorbeeld καὶ ἐάν = κἀν). In dat geval is het zuiver formeel een coronis.
Ook bij verleden tijden in de indicatief (imperfectum, aoristus, plusquamperfectum) van samengestelde werkwoorden met het voorvoegsel προ- kan een spiritus midden in het woord voorkomen.